# Municipio Guazapares
Koordinaten: 27° 16′ N, 108° 17′ W
Guazapares ist ein Municipio mit etwa 9000 Einwohnern im mexikanischen Bundesstaat Chihuahua. Das Municipio hat eine Fläche von 1825,9 km². Größter Ort im Municipio und seit 1964 Verwaltungssitz ist Témoris.

## Geographie
Das Municipio Guazapares liegt im Südwesten des Bundesstaats Chihuahua auf einer Höhe zwischen 200 m und 2800 m. Es zählt zur Gänze zur physiographischen Provinz der Sierra Madre Occidental und liegt in der hydrologischen Region Sinaloa und entwässert über den Río Fuerte in den Pazifik. Die Geologie des Municipios wird zu 93 % von rhyolithischem Tuff bestimmt bei 4 % Kalkstein und 3 % Basalt; vorherrschende Bodentypen im Municipio sind der Regosol (46 %), Phaeozem (35 %) und Leptosol (15 %). Etwa 78 % des Municipios sind bewaldet, 20 % dienen als Weideland.
Das Municipio grenzt an die Municipios Urique, Maguarichi, Uruachi und Chínipas sowie an den Bundesstaat Sinaloa.

## Bevölkerung
Beim Zensus 2010 wurden im Municipio 8998 Menschen in 2103 Wohneinheiten gezählt. Davon wurden 2605 Personen als Sprecher einer indigenen Sprache registriert, darunter 2425 Sprecher der Tarahumara-Sprache. 18 Prozent der Bevölkerung waren Analphabeten. 3149 Einwohner wurden als Erwerbspersonen registriert, wovon ca. 81 % Männer bzw. 2 % arbeitslos waren. Gut 40 Prozent der Bevölkerung lebten in extremer Armut.

## Orte
Das Municipio Guazapares umfasst 342 bewohnte localidades, von denen lediglich der Hauptort vom INEGI als urban klassifiziert ist. Drei Orte wiesen beim Zensus 2010 eine Einwohnerzahl von über 200 auf. Die größten Orte sind:
| Ort           | Einwohner |
| Témoris       | 2053      |
| Santa Matilde | 0261      |
| Aremoibo      | 0252      |
| Guazapares    | 0187      |